# Albești (gmina w okręgu Vaslui)
Albești – gmina w Rumunii, w okręgu Vaslui. Obejmuje miejscowości Albești, Corni-Albești, Crasna i Gura Albești. W 2011 roku liczyła 2893 mieszkańców.